# Her Purchase Price
Her Purchase Price er en amerikansk stumfilm fra 1919 af Howard C. Hickman.

## Medvirkende
- Bessie Barriscale som Sheka
- Alan Roscoe som Sir Derek Anstruther
- Joseph J. Dowling som Hamid-Ali
- Kathlyn Williams som Diana Vane
- Stanhope Wheatcroft som George Vincent